# Lymantria aryama
Lymantria aryama este o specie de molii din genul Lymantria, familia Lymantriidae, descrisă de Moore 1859 Conform Catalogue of Life specia Lymantria aryama nu are subspecii cunoscute.